# Stagonopleura
Stagonopleura este un gen de cinteze din familia Estrildidae. Sunt păsări mici, mâncătoare de semințe, originare din Australia. Speciile au un aspect asemănător, cu cioc scurt roșu, părți superioare brune, crupionul și coada superioară roșii, iar părțile inferioare barate sau pătate. 

## Taxonomie
Genul Stagonopleura a fost introdus de naturalistul german Ludwig Reichenbach în 1850. Denumirea genului combină greaca veche stagōn care înseamnă „pată” cu pleura care înseamnă „latură” sau „flanc”. Specia tip a fost desemnată drept Stagonopleura guttata în 1851 de ornitologul german Jean Cabanis.

### Specii
Cele trei specii ale genului sunt:
- Stagonopleura bella
- Stagonopleura oculata
- Stagonopleura guttata

## Galerie

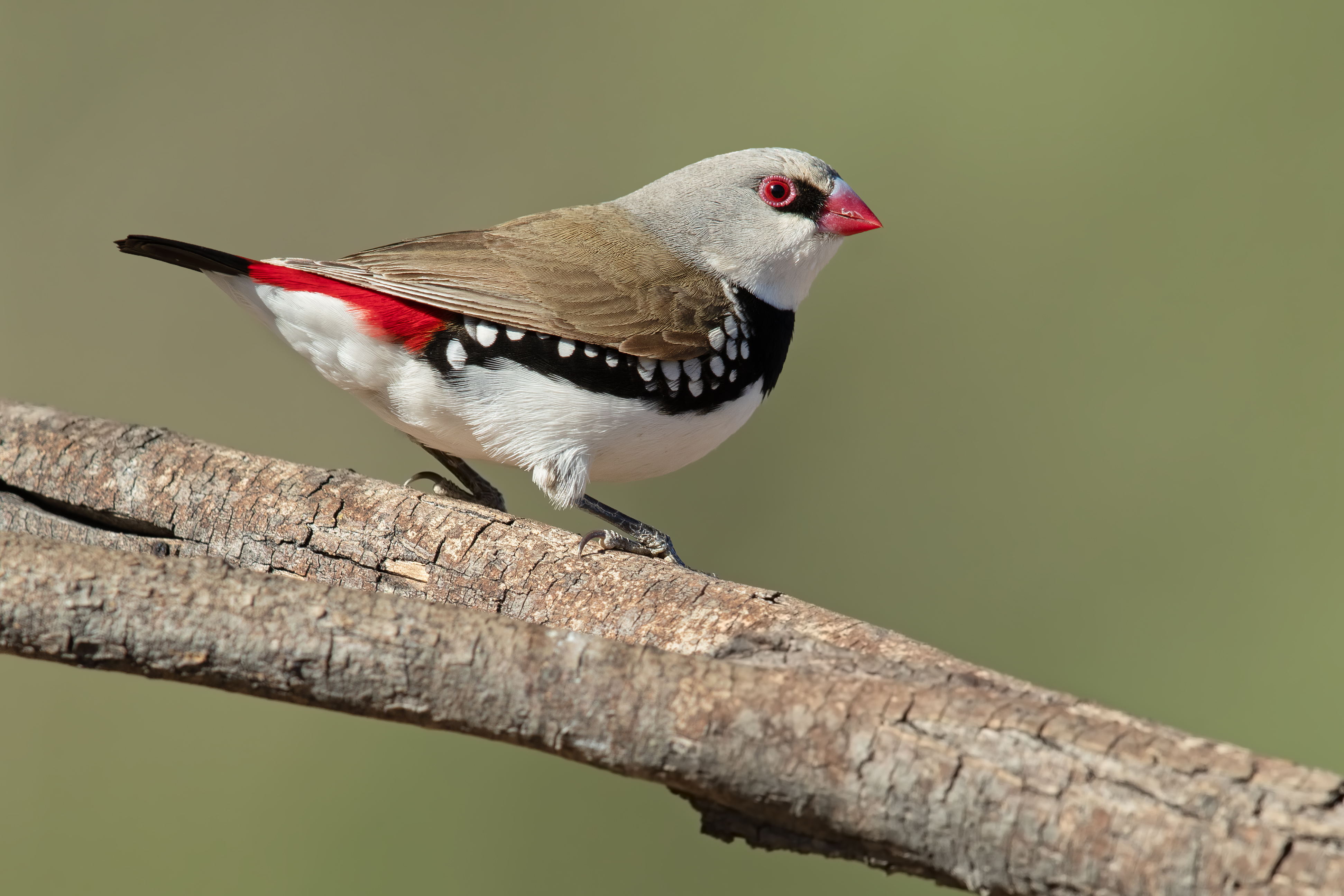
Stagonopleura guttata
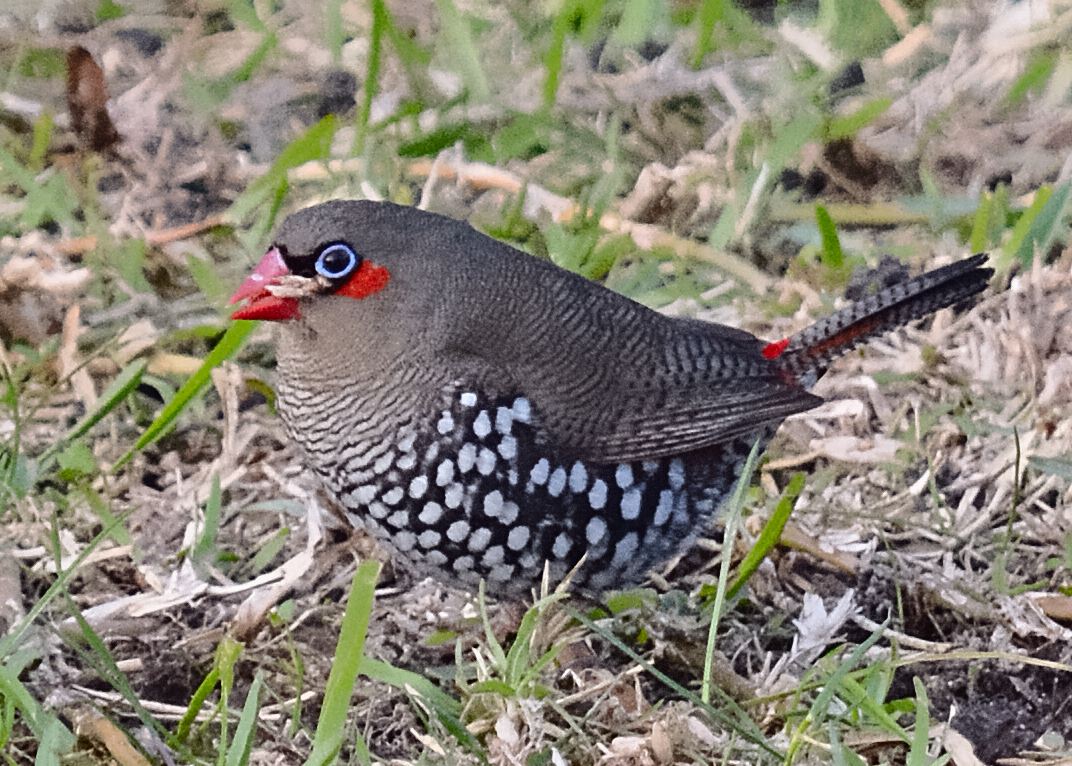
Stagonopleura oculata